# Bell Ville
Bell Ville – miasto w Argentynie, położone we wschodniej części prowincji Córdoba.

## Miasta partnerskie
- Bricherasio –  (Włochy)
- Yongkang –  (Chiny)